# My Great Predecessors

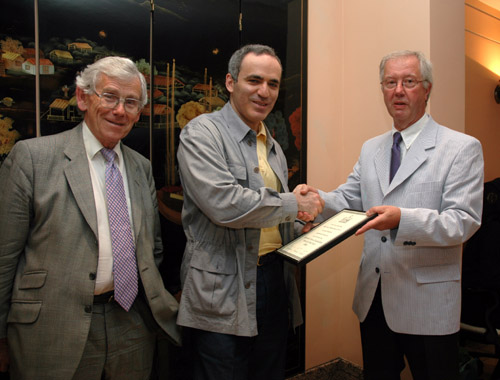
Garri Kaspàrov (al mig) rebent el premi Book of the Year de 2005.

Els meus grans predecessors, o, en l'original anglès: My Great Predecessors és una sèrie de llibres d'escacs escrits pel Campió del món Garri Kaspàrov. Els cinc volums de la sèrie Els meus grans predecessors tracten sobre els millors jugadors que varen precedir en Kaspàrov, i especialment sobre els anteriors Campions del món. La sèrie de llibres continua amb els volums d'Escacs moderns (Modern Chess), que cobreixen el desenvolupament dels escacs en els anys 1970 i les partides dels enfrontaments entre Kaspàrov i Anatoli Kàrpov. Aquesta sèrie ha estat ampliada amb els tres volums de la sèrie Garri Kaspàrov sobre Garri Kaspàrov (Garry Kasparov on Garry Kasparov), que cobreixen la resta de partides. Els llibres contenen alguns detalls històrics, però són principalment una col·lecció de partides comentades.
El periodista d'escacs Dmitry Plisetsky l'ha ajudat amb els llibres, i en Kaspàrov agraeix també d'altres jugadors als prefacis de cadascun dels volums. Els llibres foren traduïts a l'anglès per en Ken Neat. Cada volum té un índex dels jugadors protagonistes de les partides, i una altra de les obertures usades a les partides. Originalment foren publicats en mides de coberta de 9.9" a 7.2" (25 cm a 18 cm) per Everyman Chess començant el 2003. Moltes còpies dels llibres contenen etiquetes autografiades pel mateix Kaspàrov.

## My Great Predecessors
Es van escriure cinc volums de l'obra My Great Predecessors:
- La part I comença amb un capítol sobre alguns dels Campions del món no oficials (anteriors a 1886), i en què es parla especialment d'Adolf Anderssen i de Paul Morphy. A continuació, el llibre cobreix els quatre primers Campions del món oficials: Wilhelm Steinitz, Emanuel Lasker, José Raúl Capablanca, i Aleksandr Alekhin.
- La part II cobreix del cinquè al vuitè campions del món: Max Euwe, Mikhaïl Botvínnik, Vassili Smislov, i Mikhaïl Tal. Euwe va interrompre breument el regnat d'Alekhin. Botvínnik tingué un llarg regnat que fou interromput per Smislov i per Tal.
- La part III cobreix el novè i desè campions, Tigran Petrossian i Borís Spasski. Petrossian va posar fi al regnat de Botvínnik el 1963. Spasski es va enfrontar a Petrossian sense èxit el 1966 i amb èxit el 1969.
- La part IV comença cobrint alguns forts jugadors occidentals que no arribaren a Campions del món: Samuel Reshevsky, Miguel Najdorf, i Bent Larsen. El focus principal d'aquest volum és l'onzè Campió del món, Bobby Fischer.
- La part V cobreix l'aspirant a Campió del món Víktor Kortxnoi i el dotzè Campió, Anatoli Kàrpov. Kortxnoi i Kàrpov varen disputar tres matxs pel Campionat del món, el 1974, 1978, i 1981. El primer matx es disputà en realitat en el Torneig de Candidats per determinar qui jugaria contra Fischer el 1975. Fischer però, va refusar de defensar el seu títol, cosa que feu del matx Kàrpov-Kortxnoi de 1974 de facto una final del Campionat del món.

## Escacs moderns
La sèrie Modern Chess cobreix el desenvolupament de les obertures d'escacs durant els 1970, els cinc matxs pel Campionat del món contra Kàrpov, i la resta de partides de Kaspàrov contra Kàrpov.
- La Part U cobreix la revolució en les obertures d'escacs en els 1970, amb l'ascens de Fischer. El llibre cobreix especialment les noves idees al sistema Hedgehog, diverses línies de la defensa siciliana, la defensa Grünfeld, la defensa Caro-Kann, la Ruy López, la defensa francesa, la defensa Nimzoíndia, i d'altres. S'usen partides completes per il·lustrar les noves idees d'obertura. El llibre acaba amb les opinions de 28 experts.
- La Part Dos cobreix totes les partides entre Kàrpov i el mateix Kaspàrov al llarg de 1985, inclòs el seu interromput matx de 1984 i el matx de 1985 en el qual Kaspàrov va esdevenir el tretzè Campió del món. També s'hi inclouen quatre partides anteriors entre els dos jugadors, a més a més de les 48 partides del primer matx i les 24 del segon.
- La Part Tres cobreix el matx de 1986 i el matx de 1987 entre Kàrpov i Kaspàrov. Inclou les 24 partides del matx de 1986, les 24 del matx de 1987, i tres partides disputades entre els dos matxs (dues eren partides blitz).
- La Part Quatre inclou les 24 partides del matx de 1990 contra en Kàrpov i 42 de les seves altres partides fins a 2009.

## Garri Kaspàrov sobre Garri Kaspàrov
- Part I: 1973-1985 Aquest volum conté 100 partides començant des del principi de la seva carrera. Acaba amb unes poques de les partides del matx de 1984 contra en Kàrpov (només els finals).
- Part II: 1985-1993 El període en què fou Campió del món de la FIDE.
- Part III: 1993-2005 El perñiode posterior a la seva ruptura amb la FIDE.

## Acollida
Els meus grans predecessors va rebre elogis d'alguns crítics (inclòs en Nigel Short), mentre que alhora fou criticat en negatiu per altres degut a imprecisions històriques i a la inclusió d'anàlisis de partides directament copiades de fonts no atribuïdes. Revisant Els meus grans predecessors - Part I, l'historiador dels escacs Edward Winter va dir, "L'absència de, fins i tot, una bibliografia bàsica, és realment xocant en un treball que pretén ser la 'llargament esperada definitiva història de Garri Kaspàrov sobre el Campionat del món d'escacs', i una actitud displicent pel que fa a les normes bàsiques acadèmiques i els fets històrics impregna tot el llibre." El crític Richard Forster, escrivint per al lloc web Chess History Center, va indicar que "una gran part de les anàlisis (certament més del 95%) han estat copiades de fonts anteriors, la majoria sense el necessari reconeixement."
El Mestre Internacional John L. Watson va dir que Predecessors "és molt recomanable com a treball ambiciós i interessant del (penso jo) millor jugador de la història. És clar que delecta i inspira a alguns dels seus lectors, independentment de les seves debilitats, i és un llibre que la majoria dels jugadors volen posseir, si més no per la narració d'històries, fets i esdeveniments d'escacs. Per aquestes raons, jo diria que és un llibre important, potser fins i tot un d'aquests millors de l'any. Però per alguna raó se'ns ha fet creure que Predecessors és una obra mestra, que pertany a la classe dels grans llibres si no els transcendeix. En realitat és una mica menys grandiós: un valuós llibre amb nombrosos punts febles."
Revisant Els meus grans predecessors - Part I, el Mestre Internacional William John Donaldson va dir que el llibre "té valor si hom rebaixa les seves expectatives i el veu com una bona col·lecció de partides, més que com la definitiva guía històrica dels primers Campions del món. És una llàstima que en Kaspàrov i en Plisetsky no haguessin contractat n'Edward Winter per repassar el llibre. Podria haver estat molt millor, i un espera que tinguin més cura en els propers volums."
Mercès als suggeriments en el lloc web del llibre, alguns dels factors de crítica foren solucionats en les següents edicions i traduccions. Els llibres han rebut diversos premis de la Federació Anglesa d'Escacs, amb l'argument que "... la sèrie de llibres de Kaspàrov ha establert nous estàndards per escriure sobre la història dels escacs".
Segons el lloc web especialitzat chess.com, el llibre es troba en desè lloc en la classificació dels deu millors llibres d'escacs de tots els temps.

### Premis de "llibre de l'any" de la Federació Anglesa d'Escacs
- 2003: Part I - millor llibre[8]
- 2004: Part II - finalista al millor llibre[9]
- 2005: Part IV - millor llibre[10]
- 2006: Part V - llista curta dels millors llibres[11]
- 2007: Modern Chess, Part U - llista curta dels millors llibres[12]

## Dades dels llibres
- Kaspàrov, Garri. My Great Predecessors, Part I.  Everyman Chess, 2003, p. 454. ISBN 978-1-85744-330-1.
- Kaspàrov, Garri. My Great Predecessors, Part II.  Everyman Chess, 2003, p. 480. ISBN 978-1-85744-342-4.
- Kaspàrov, Garri. My Great Predecessors, Part III.  Everyman Chess, 2004, p. 332. ISBN 978-1-85744-371-4.
- Kaspàrov, Garri. My Great Predecessors, Part IV: Fischer.  Everyman Chess, 2004, p. 496. ISBN 978-1-85744-395-0.
- Kaspàrov, Garri. My Great Predecessors, Part V.  Everyman Chess, 2006, p. 480. ISBN 978-1-85744-404-3.
- Kaspàrov, Garri. Modern Chess, Part One: Revolution in the 70s.  Everyman Chess, 2007, p. 416. ISBN 978-1-85744-422-3.
- Kaspàrov, Garri. Modern Chess, Part Two: Kasparov vs Karpov 1975-1985.  Everyman Chess, 2008, p. 424. ISBN 978-1-85744-433-9.
- Kaspàrov, Garri. Modern Chess, Part Three: Kasparov vs Karpov 1986-1987.  Everyman Chess, 2009, p. 432. ISBN 978-1-85744-625-8.
- Kasparov, Garry. Modern Chess, Part Four: Kasparov vs Karpov 1988-2009.  Everyman Chess, 2010, p. 432. ISBN 978-1-85744-652-4.
- Kaspàrov, Garri. Garry Kasparov on Garry Kasparov, Part 1: 1973-1985.  Everyman Chess, 2011, p. 520. ISBN 978-1-85744-672-2.